# Верхнее Инхоквари
Верхнее Инхоквари (хварш. Ихъо.) — село в Цумадинском районе Дагестана Российской Федерации. Входит в состав сельского поселения Инхокваринский сельсовет.

## Географическое положение
Расположено в 1,5 км к северо-востоку от центра сельского поселения — села Инхоквари и в 15 км к юго-западу от районного центра — села Агвали.

## Население
| 1970 | 1989 | 2002 | 2003 | 2004 | 2007 | 2010 |
| ---- | ---- | ---- | ---- | ---- | ---- | ---- |
| 120  | ↘92  | ↗110 | ↗112 | ↗121 | ↗138 | ↗144 |
| 2021 |      |      |      |      |      |      |
| ↗165 |      |      |      |      |      |      |

По данным Всероссийской переписи населения 2010 года моноэтничное хваршины село.